# PR-090
A Rodovia PR-090 é uma estrada pertencente ao governo do Paraná que liga a cidade de Curitiba até a PR-170, em Alvorada do Sul, a aproximadamente 3 km da divisa com o Estado de São Paulo. Esta é uma das rodovias mais tradicionais do Estado, também conhecida como Estrada do Cerne.
Coincide com a PR-151 no município de Piraí do Sul em um trecho duplicado de pouco mais de 1 km. Também coincide com a PR-160 em um trecho de aproximadamente 2,6 km entre os municípios de Ventania e Curiúva, e também com a BR-369 entre Jataizinho e Ibiporã.
Ainda possui 23% do seu trajeto (aproximadamente 107 km) não pavimentado, depois de deixar a região metropolitana de Curitiba.

## História
A rodovia foi inaugurada em setembro de 1940, porém a execução da obra foi iniciada em 1935. Ela se constituiu num importante elo de integração entre o norte e o sul do Paraná. O nome de Estrada do Cerne, provém do rio Cerne, que corta a rodovia no km 35. Quando o trecho Santa Felicidade-Cerne foi concluído, foi determinada a liberação da rodovia ao tráfego. Durante vinte anos, foi o principal corredor de escoamento da produção cafeeira do norte do Estado, que a partir de sua construção passou a ser exportada prioritariamente pelo Porto de Paranaguá, ao invés do Porto de Santos.
Os reflexos benéficos da rodovia na região de sua zona de influência foram imediatos. Três grandes empreendimentos industriais foram erguidos ao longo e nas imediações da nova estrada: a indústria de papel da Klabin S.A. em Telêmaco Borba, a exploração em grande escala do carvão paranaense em Figueira, bem como a instalação da Usina Termelétrica de Figueira e a usina de açúcar em Porecatu, que atraíram capitais paulistas sob o estímulo das facilidades criadas pelo Interventor Manoel Ribas. O Paraná passou a crescer como celeiro agrícola e tornou-se o maior exportador de café do Brasil, avançando também em seu processo de industrialização.
No início dos anos 60, com a abertura da Rodovia do Café (BR-376), inteiramente asfaltada entre Ponta Grossa e Apucarana, o tráfego mais intenso deixou de lado a Estrada do Cerne, que começou a perder importância, juntamente com quase toda a região por ela servida. Além disso, o deslocamento da fronteira agrícola para além do Rio Tibaji provocou esvaziamento econômico e demográfico da área, que permaneceu quase estagnada.
No ano de 2014 o Governador Beto Richa autorizou e foi licitada a obra de restauração do trecho Santa Felicidade até a sede Campo Magro, o qual foi vencida pela empresa VIAPLAN.

## Denominação
- Rodovia Engenheiro Angelo Ferrario Lopes, no trecho entre Curitiba e Alvorada do Sul, de acordo com Decreto Estadual n° 5.546 de 18 de outubro de 1982.
- Rodovia Deputado Homero Oguido, no trecho entre Alvorada do Sul e o entroncamento com a rodovia PR-170, de acordo com a Lei Estadual 12.184 de 05/06/1998.[1]

## Trechos da Rodovia
A rodovia possui uma extensão total de aproximadamente 460,2 km, podendo ser dividida em 31 trechos, conforme listados a seguir:
| Ponto de referência                              | Extensão do trecho | Extensão acumulada | Situação        |
| ------------------------------------------------ | ------------------ | ------------------ | --------------- |
| Entroncamento PR-418 (Contorno Norte - Curitiba) | ---                | 0 km               | ---             |
| Rotatória Campo Magro                            | 1,5 km             | 1,5 km             | Duplicado       |
| Campo Magro                                      | 8,9 km             | 10,4 km            | Em duplicação   |
| Entroncamento PR-509 e PR-510 (Bateias)          | 7,5 km             | 17,9 km            | Pavimentado     |
| Rio Açungui                                      | 21,9 km            | 39,8 km            | Não pavimentado |
| Entroncamento PR-513 (Lageado)                   | 21,3 km            | 61,1 km            | Não pavimentado |
| Abapã                                            | 32,1 km            | 93,2 km            | Não pavimentado |
| Entroncamento PR-340 (Capão Alto)                | 18,7 km            | 111,9 km           | Pavimentado     |
| Início do trecho coincidente com a PR-151        | 31,5 km            | 143,4 km           | Não pavimentado |
| Fim do trecho coincidente com a PR-151           | 1,2 km             | 144,6 km           | Duplicado       |
| Entroncamento PR-239                             | 40,9 km            | 185,5 km           | Pavimentado     |
| Entroncamento PR-531                             | 5,2 km             | 190,7 km           | Pavimentado     |
| Ventania                                         | 6,6 km             | 197,3 km           | Pavimentado     |
| Entroncamento PRT-153                            | 4,5 km             | 201,8 km           | Pavimentado     |
| Início do trecho coincidente com a PR-160        | 38 km              | 239,8 km           | Pavimentado     |
| Fim do trecho coincidente com a PR-160 (Curiúva) | 2,6 km             | 242,4 km           | Pavimentado     |
| Entroncamento BR-272 (Sapopema)                  | 19,05 km           | 261,45 km          | Pavimentado     |
| São Jerônimo da Serra                            | 32,7 km            | 294,15 km          | Pavimentado     |
| Nova Santa Bárbara                               | 15 km              | 309,15 km          | Pavimentado     |
| Acesso a Santa Cecília do Pavão                  | 8,65 km            | 317,8 km           | Pavimentado     |
| Entroncamento PR-218 (São Sebastião da Amoreira) | 8,7 km             | 326,5 km           | Pavimentado     |
| Entroncamento Acesso Norte para Assaí            | 15,9 km            | 342,4 km           | Pavimentado     |
| Início do trecho coincidente com a BR-369        | 14,3 km            | 356,7 km           | Pavimentado     |
| Entroncamento PR-443 (Jataizinho)                | 4,1 km             | 360,8 km           | Pavimentado     |
| Início do Contorno a Ibiporã                     | 3,3 km             | 364,1 km           | Duplicado       |
| Fim do trecho coincidente com a BR-369           | 4,2 km             | 368,3 km           | Duplicado       |
| Entroncamento Contorno a Ibiporã                 | 2,35 km            | 370,65 km          | Pavimentado     |
| Entroncamento PR-323 (Sertanópolis)              | 27,4 km            | 398,05 km          | Pavimentado     |
| Entroncamento PR-445 (Bela Vista do Paraíso)     | 16,45 km           | 414,5 km           | Pavimentado     |
| Entroncamento PR-537                             | 3,1 km             | 417,6 km           | Pavimentado     |
| Entroncamento Acesso a Alvorada do Sul           | 22,55 km           | 440,15 km          | Pavimentado     |
| Entroncamento PR-170 (a 3 km da Divisa PR/SP)    | 20,05 km           | 460,2 km           | Pavimentado     |

Extensão pavimentada: 353,4 km (76,79%)

Extensão duplicada: 10,2 km (2,22%)